# My Wife and Kids
My Wife and Kids is een Amerikaanse sitcom die liep op de zender ABC van 28 maart 2001 t/m 17 mei 2005 met in de hoofdrollen onder andere Damon Wayans en Tisha Campbell-Martin. De serie werd geproduceerd door Touchstone Television.
Ook in Europa, Latijns-Amerika, Zuid-Afrika en Australië was deze reeks op het scherm te zien.

## Verhaal
Het verhaal speelt zich af in Stamford (Connecticut) bij de familie Kyle.
Michael Kyle (Damon Wayans) en Jay (Tisha Campbell-Martin) zijn al jaren gelukkig getrouwd. Michael runt een transportbedrijf, terwijl Jay weer huisvrouw is geworden om meer tijd te kunnen spenderen met haar gezin. Michael is blij met deze situatie, totdat Jay opnieuw wil gaan studeren en deeltijds in de firma wil komen werken.
Michael jr. (George O. Gore II) is de oudste van de drie kinderen van Michael en Jay. Hoewel hij letterlijk een groot hoofd heeft, is hij niet een van de slimsten. Hij heeft ook weinig succes bij de vrouwen, totdat hij Vanessa (Meagan Good/Brooklyn Sudano) ontmoet. Na een avontuurtje in het bed van zijn ouders raakt Vanessa zwanger. Dit tot ongenoegen van Michael omdat zijn 'eigendom' geschonden is en zijn zoon al vader wordt. Hij verplicht Michael jr. om het huis uit te trekken; hij is nu immers 'volwassen' genoeg. Dit ziet de rest van het gezin niet zitten en ze komen op het idee om Vanessa en Michael jr. in de garage te laten wonen. Ze krijgen een zoontje, dat eveneens de naam Michael krijgt.
Claire (Jazz Raycole/Jennifer Freeman) is de oudste dochter. In tegenstelling tot haar broer heeft ze wel veel succes bij het andere geslacht, vaak tot tegenzin van haar vader. Hij is dan ook blij wanneer ze een vaste vriend krijgt: Tony (Andrew McFarlane). Tony is heel religieus en kan vaak ontzettend emotioneel uit de hoek komen.
Kady (Parker McKenna Posey) is de jongste telg van het gezin. Ze wil zich vaak volwassener voordoen dan ze is, maar valt door haar onwetendheid vaak door de mand. Gelukkig is er haar vriendje Franklin (Noah Gray-Cabey), een genie dat - hoewel hij slechts 8 jaar oud is - al verschillende diploma's op zak heeft.

## Einde
In mei 2005 eindigde de serie My Wife and Kids na 5 succesvolle seizoenen.
Sommige kijkers zagen het 5de seizoen als een seizoen waarin men echt moest overdrijven om aan leuke verhaallijnen te komen. Michael werd in onrealistische situaties gebracht en moest steeds weer Franklin om hulp gaan vragen. Er ontstond ook kritiek van de Afro-Amerikanen, omdat men tijdens datzelfde seizoen enkele keren hun volk in een slecht daglicht bracht. ABC besloot dan uiteindelijk om ermee te stoppen, omdat ze zelf ook beseften dat het verhaal uitgespeeld was.
In de laatste aflevering, "The V Story", kwam Jay te weten dat ze zwanger was. Dit was de cliffhanger die nooit een vervolg zou kennen. De liefhebbers van de serie hebben nog verschillende keren getracht om de makers aan te zetten tot het maken van een zesde seizoen, wat echter vergeefse moeite bleek.

## Afleveringen

### Seizoen 1 (2001)
| Nummer | Titel                         | Eerste uitzending (VS) |
| ------ | ----------------------------- | ---------------------- |
| 01     | "Pilot"                       | 28 maart 2001          |
| 02     | "The Truth Hurts"             | 28 maart 2001          |
| 03     | "Grassy Knoll"                | 4 april 2001           |
| 04     | "Of Breasts and Basketball"   | 4 april 2001           |
| 05     | "Making the Grade"            | 11 april 2001          |
| 06     | "Working It"                  | 18 april 2001          |
| 07     | "Snapping and Sniffing"       | 18 april 2001          |
| 08     | "He Said, She Said"           | 25 april 2001          |
| 09     | "Breaking Up and Breaking It" | 25 april 2001          |
| 10     | "A Little Romance"            | 2 mei 2001             |
| 11     | "Hair Today, Gone Tomorrow"   | 9 mei 2001             |

### Seizoen 2 (2001-2002)
| Nummer | Titel                         | Eerste uitzending (VS) |
| ------ | ----------------------------- | ---------------------- |
| 12     | "Mom's Away (pt. 1)"          | 26 september 2001      |
| 13     | "Mom's Away (pt. 2)"          | 26 september 2001      |
| 14     | "No Rules"                    | 3 oktober 2001         |
| 15     | "Perfect Dad"                 | 10 oktober 2001        |
| 16     | "Thru Thick and Thin"         | 17 oktober 2001        |
| 17     | "He Heard, She Heard"         | 24 oktober 2001        |
| 18     | "Michael's Garden"            | 31 oktober 2001        |
| 19     | "Let Them Eat Pie"            | 7 november 2001        |
| 20     | "Jay Gets Fired"              | 14 november 2001       |
| 21     | "The Whole World is Watching" | 21 november 2001       |
| 22     | "Letting Go"                  | 28 november 2001       |
| 23     | "Learning to Earn It"         | 12 december 2001       |
| 24     | "Quality Time"                | 16 januari 2002        |
| 25     | "Get Out"                     | 23 januari 2002        |
| 26     | "Road Trip"                   | 30 januari 2002        |
| 27     | "Table for Too Many (pt. 1)"  | 6 februari 2002        |
| 28     | "Table for Too Many (pt. 2)"  | 6 februari 2002        |
| 29     | "Double Date"                 | 13 februari 2002       |
| 30     | "Failure to Communicate"      | 22 februari 2002       |
| 31     | "Papa Said Knock You Out"     | 27 februari 2002       |
| 32     | "Return of the Wall"          | 4 maart 2002           |
| 33     | "Working Relationship"        | 20 maart 2002          |
| 34     | "Jr. Kyle, Boy Genius"        | 27 maart 2002          |
| 35     | "Back Story"                  | 3 april 2002           |
| 36     | "Make Over"                   | 1 mei 2002             |
| 37     | "The Bowling Show"            | 8 mei 2002             |
| 38     | "Jr. Gets His License"        | 15 mei 2002            |
| 39     | "Anniversary (pt. 1)"         | 22 mei 2002            |
| 40     | "Anniversary (pt. 2)"         | 22 mei 2002            |

### Seizoen 3 (2002-2003)
| Nummer | Titel                             | Eerste uitzending (VS) |
| ------ | --------------------------------- | ---------------------- |
| 41     | "The Kyles Go to Hawaii: Part 1"  | 25 september 2002      |
| 42     | "The Kyles Go to Hawaii: Part 2"  | 25 september 2002      |
| 43     | "The Kyles Go to Hawaii: Part 3"  | 2 oktober 2002         |
| 44     | "Samba Story"                     | 9 oktober 2002         |
| 45     | "Diary of a Mad Teen"             | 16 oktober 2002        |
| 46     | "Clare's Boyfriend "              | 23 oktober 2002        |
| 47     | "Crouching Mother, Hidden Father" | 30 oktober 2002        |
| 48     | "The Fighting Kyles"              | 6 november 2002        |
| 49     | "Sister Story"                    | 13 november 2002       |
| 50     | "Jr.'s Dating Dilemma"            | 20 november 2002       |
| 51     | "Jay the Artist"                  | 27 november 2002       |
| 52     | "Chair Man of the Board"          | 4 december 2002        |
| 53     | "Open Your Heart"                 | 11 december 2002       |
| 54     | "Michael's Tribe"                 | 18 december 2002       |
| 55     | "Blackout"                        | 22 januari 2003        |
| 56     | "Man of the Year"                 | 29 januari 2003        |
| 57     | "Jr.'s Risky Business {1}"        | 5 februari 2003        |
| 58     | "Jr.'s Risky Business {2}"        | 12 februari 2003       |
| 59     | "Jury Duty"                       | 26 februari 2003       |
| 60     | "Here Comes Da Judge"             | 5 maart 2003           |
| 61     | "Claire's Permit"                 | 26 maart 2003          |
| 62     | "Sharon's Picture"                | 9 april 2003           |
| 63     | "Tee for Too Many"                | 30 april 2003          |
| 64     | "The Big Bang Theory"             | 7 mei 2003             |
| 65     | "Not So Hostile Takeover"         | 14 mei 2003            |
| 66     | "Graduation {1}"                  | 21 mei 2003            |
| 67     | "Graduation {2}"                  | 21 mei 2003            |

### Seizoen 4 (2003-2004)
| Nummer | Titel                     | Eerste uitzending (VS) |
| ------ | ------------------------- | ---------------------- |
| 68     | "From Dummy to Daddy"     | 24 september 2003      |
| 69     | "The Sweet Hairafter"     | 24 september 2003      |
| 70     | "Jr. Executive "          | 1 oktober 2003         |
| 71     | "Jay Goes to School"      | 8 oktober 2003         |
| 72     | "Meet the Parents"        | 15 oktober 2003        |
| 73     | "He's Having a Baby"      | 22 oktober 2003        |
| 74     | "The Funeral"             | 29 oktober 2003        |
| 75     | "Ultarsound"              | 5 november 2003        |
| 76     | "Marathon"                | 12 november 2003       |
| 77     | "While Out"               | 19 november 2003       |
| 78     | "Michael's Band"          | 26 november 2003       |
| 79     | "The Lady is Not a Tramp" | 10 december 2003       |
| 80     | "Of Mice and Men"         | 17 december 2003       |
| 81     | "Moving on Out"           | 7 januari 2004         |
| 82     | "Candy Wars"              | 21 januari 2004        |
| 83     | "Jr. Sells His Car"       | 4 februari 2004        |
| 84     | "The Anniversary Present" | 11 februari 2004       |
| 85     | "Illegal Smile"           | 18 februari 2004       |
| 86     | "Outbreak Monkey"         | 25 februari 2004       |
| 87     | "Empty Nest {1}"          | 3 maart 2004           |
| 88     | "Empty Nest {2}"          | 3 maart 2004           |
| 89     | "Calvin Comes to Stay"    | 10 maart 2004          |
| 90     | "Calvin Goes to Work"     | 31 maart 2004          |
| 91     | "Romantic Night"          | 21 april 2004          |
| 92     | "The Director"            | 28 april 2004          |
| 93     | "The Maid"                | 5 mei 2004             |
| 94     | "Hand Model"              | 12 mei 2004            |
| 95     | "What Do You Know?"       | 19 mei 2004            |
| 96     | "The Baby {1}"            | 26 mei 2004            |
| 97     | "The Baby {2}"            | 26 mei 2004            |

### Seizoen 5 (2004-2005)
| Nummer | Titel                        | Eerste uitzending (VS) |
| ------ | ---------------------------- | ---------------------- |
| 98     | "Fantasy Camp {1}"           | 21 september 2004      |
| 99     | "Fantasy Camp {2}"           | 21 september 2004      |
| 100    | "Resolutions"                | 28 september 2004      |
| 101    | "Class Reunion"              | 5 oktober 2004         |
| 102    | "The Fellowship of the Baby" | 12 oktober 2004        |
| 103    | "Pokerface"                  | 19 oktober 2004        |
| 104    | "The Proposal"               | 9 november 2004        |
| 105    | "Restaurant Wars"            | 16 november 2004       |
| 106    | "The Return of Bobby Shaw"   | 23 november 2004       |
| 107    | "The Wedding"                | 30 november 2004       |
| 108    | "Careful What You Wish For"  | 11 januari 2005        |
| 109    | "They Call Me El Foolsay"    | 18 januari 2005        |
| 110    | "Study Buddy"                | 25 januari 2005        |
| 111    | "Sweetheart's Day"           | 1 februari 2005        |
| 112    | "Silence Is Golden"          | 8 februari 2005        |
| 113    | "The Bahamas {1}"            | 15 februari 2005       |
| 114    | "The Bahamas {2}"            | 22 februari 2005       |
| 115    | "The Remodel"                | 1 maart 2005           |
| 116    | "Michael Joins the Gym"      | 8 maart 2005           |
| 117    | "Celibacy"                   | 15 maart 2005          |
| 118    | "Jr's Cartoon"               | 29 maart 2005          |
| 119    | "Michael's Sandwich"         | 12 april 2005          |
| 120    | "Graduation Day"             | 26 april 2005          |
| 121    | "Michael Sells the Business" | 3 mei 2005             |
| 122    | "R.V Dreams"                 | 10 mei 2005            |
| 123    | "The "V" Story"              | 17 mei 2005            |